# Longlegged Lake
Longlegged Lake är en sjö i Kanada.   Den ligger i Kenora District och provinsen Ontario, i den sydöstra delen av landet, 1 500 km väster om huvudstaden Ottawa. Longlegged Lake ligger 363 meter över havet. Arean är 75 kvadratkilometer. Den sträcker sig 15,7 kilometer i nord-sydlig riktning, och 23,4 kilometer i öst-västlig riktning.
Trakten runt Longlegged Lake är nära nog obefolkad, med mindre än två invånare per kvadratkilometer.